# Miconia cautis
Miconia cautis är en tvåhjärtbladig växtart som beskrevs av John Julius Wurdack. Miconia cautis ingår i släktet Miconia och familjen Melastomataceae. Inga underarter finns listade i Catalogue of Life.